# Michael Echter
Pour les articles homonymes, voir Echter.
Michael Echter (* 5 mars 1812 ; † 4 février 1879 à Munich) était un peintre bavarois.
Echter suit ses études à l'académie de Munich et devient l'étudiant de G. Hess, Ch. Zimmermann, Schnorr und Ollivier. En 1835, il peint une œuvre pour l'autel de la petite église de village de Oberhaching près de Munich, suivi d'une autre œuvre pour la chapelle au Schlossberg près de Rosenheim.
Schnorr engage Echter pour ses travaux de peintures murales royales et grâce à Leo von Klenze il reçoit des offres à Kronstadt et Pulkovo. En 1847, Echter accompagne Wilhelm von Kaulbach à Berlin pour lui offrir son aide pour les peintures murales du Nouveau Musée.
Echter a pris une part importante dans le Kaffeeklecksbuch de la galerie nationale à Berlin. En 1860, il termine son œuvre Ungarnschlacht auf dem Lechfeld 955 pour le Maximilianeum à Munich, ainsi que le Vertrag von Pavia. Pour le musée national de Bavière, il peint les œuvres Friedrich Rotbarts Vermählung mit Beatrix von Burgund et Begräbnis Walthers von der Vogelweide.
Parmi ses œuvres les plus importantes se trouve la peinture Telegraphie und Eisenbahnverkehr à la gare centrale de Munich. Trente peintures murales d'Echter ayant pour thème la légende des Nibelungen décorent le Theatinergang de la résidence impériale à Munich. Il a également composé plusieurs aquarelles pour le roi Louis suivant les thèmes des opéras de Wagner.
Michael Echter meurt le 4 février 1879 à Munich.